# Svečanost
Svečanost je poseban ili izvanredni socijalni događaj, koji se često održava na spomen određenoj osobi. 
Svečanost mogu biti organizirane zbog obilježenja značajnog socijalnog događaja. Gotovo uvijek se održavaju uz sudjelovanje više ljudi. 
Svečanost mogu biti javne, privatne i zatvorene za javnost. Često su povezane s hranom i pićem. Mogu biti formalni prijam, formalna večera, svečan ručak i isto tako biti povezani s različitim vrstama društvenih ceremonija. Mogu biti povodom sretog događaja (slavlje) npr. maturalna zabava, kao i tužnog događaja poput pogreba.